# Célula PP
As células PP são células produtoras de polipeptídeo pancreático, descobertas em 1974, que se encontram sobretudo nas ilhotas de Langerhans do pâncreas. Na zona rica em células PP, a massa das células alfa e beta é significantemente reduzida em relação às áreas circundantes.